# Argia fraudatricula
Argia fraudatricula là một loài chuồn chuồn kim trong họ Coenagrionidae.
Argia fraudatricula được miêu tả khoa học năm 1914 bởi Förster.